# アウダルランド
アウダルランド（ソマリ語: Awdalland、アラビア語: أرض أودال）は2010年にソマリアに事実上建国された代表民主主義の共和制国家。首都はボラマ。なお、領土はソマリア連邦政府ではなくソマリランドの実効支配地域にある。だが、他にソマリアからの独立や建国を主張するハイマン・アンド・ヒーブスやジュバランドの様に、このアウダルランドも承認国もなければ、ソマリア政府から認められていない。
ソマリアの行政区画では、アウダル州と一致する。
この国の主張方針は、ソマリア枠内での自治国家のようなものとしての成立であって、あくまでソマリアからの独立ではない。